# Zahó
Zahó, Zakho (arab nyelven: زاخو; örmény nyelven: Զախո, kurd nyelven: Zaxo, زاخو vagy Zaco) város az iraki Kurdisztánban, néhány kilométerre az iraki–török határtól található, a Dahúk kormányzóságban. A 2008-as becsült adatok alapján 175 215 lakosa volt.

## Fekvése
Moszultól mintegy 110 km távolságra, a 2-es főút mellett fekvő város.

## Története
Zahó városka eredetileg a Kis-Hábúr (Kis-Khabúr) folyó szigetére épült. A sziget keleti felében állt a vár egy sziklaszirt tetején, melynek romjai festői látványt nyújtanak. A várat (erődítményt) többször is átépítették. Magasan álló falainak alsó részét a 13. századból származónak tartják. A fennmaradt egy-két kapu, ablak faragványdíszei valószínűleg az atabek korszakból valók.
A Kis-Khábúr folyót átívelő kőhíd a 13. században épült. A híd 114 méter hosszú, 4,7 méter széles. Középső ívnyílása 15,5 méter magasságú és 16 méter széles. A meredek járófelületeket jobbról és balról három-három, egyre kisebbedő ív tartja.

## Nevezetes személyek
- Itt született Louis Raphael Sako (1948) bagdadi bíboros érsek, káld katolikus pátriárka.